# Marta Górnicka
Marta Górnicka – polska reżyserka teatralna, wokalistka oraz aktorka.

## Życiorys
Absolwentka Wydziału Reżyserii Dramatu Akademii Teatralnej w Warszawie oraz Warszawskiej Szkoły Muzycznej im. Fryderyka Chopina, studiowała na Uniwersytecie Warszawskim i w Państwowej Wyższej Szkole Teatralnej w Krakowie.
W swojej pracy skupia się na poszukiwaniach transgatunkowych: głos, teatr, film. W 1999 roku w Teatrze Małym w Warszawie zaśpiewała pierwszy recital Szaleć z wierszami m.in. Jana Kochanowskiego, Bertolta Brechta, Williama Blake’a. Debiutowała na scenie Teatru Muzycznego Roma w Warszawie recitalem Tango 3001. Jej interpretacje songów Astora Piazzolli zaowocowały płytą wydaną przez Polskie Radio (2003) – Tango 3001 Marta Górnicka śpiewa piosenki Astora Piazzolli i Jerzego Petersburskiego. W latach 2004–2008 współpracowała z Teatrem Syrena w Warszawie, w którym grała rolę Jenny w Operze za trzy grosze Kurta Weilla i Bertolta Brechta i z teatrami: Ateneum, Dramatycznym, oraz Atelier w Sopocie. Od 2009 na zaproszenie Laboratorium Dramatu w Warszawie śpiewa pieśni Astora Piazzolli i tanga z lat 30. w spektaklu TANGO laboratorium.
Autorka filmu Łaknąć. Próba zapisu wg Sarah Kane – premiera na festiwalu Odkryte/Zakryte w Teatrze Dramatycznym m. st. Warszawy im. Gustawa Holoubka w ramach Akcji Performatywnych. Współpracowała m.in. z Robertem Wilsonem przy warszawskiej produkcji Symptoms/Akropolis Gabrielli Maione i Stanisława Wyspiańskiego, z Redbadem Klijnstra i Swietłana Butskaja w pracy nad głosem w teatrze. Jest jedną z członkiń grupy poezji dźwiękowej TAKTAK, powstałej podczas warsztatów gębofonu6 w ramach Festiwalu Ad Libitum w Warszawie. Prowadziła autorskie warsztaty w Salzburgu, Rzymie, Londynie, Kijowie i Tokio. Od grudnia 2009 współpracuje z Instytutem Teatralnym im. Zbigniewa Raszewskiego w Warszawie, reżyserując CHÓR KOBIET – nowoczesny chór tragiczny i tworząc autorska formę teatru chórowego. Premiera pierwszego projektu CHÓRU KOBIET Tu mówi CHÓR: tylko 6 do 8 godzin, tylko 6 do 8 godzin miała miejsce 13 czerwca 2010. Spektakl został wyróżniony jako najlepszy spektakl tatru muzycznego i alternatywnego w Polsce w sezonie 2009/2010 (Miesięcznik „Teatr”). Spektakle CHÓRU były prezentowane na festiwalach teatralnych w Czechach, Francji, Irlandii, Japonii, Niemczech i na Ukrainie. 27 czerwca 2011 odbyła się premiera II projektu CHÓRU KOBIET – Magnificat.

## Dyskografia
- Tango 3001 Piosenki Astora Piazzolli i Jerzego Petersburskiego, 2004 (Polskie Radio)
- Hybrydy (1957-2002) Bywalcy i Przyjaciele, 2002 (Polskie Radio)

## Spektakle
- Szaleć, Teatr Mały w Warszawie
- Tango 3001, Teatr Muzyczny „Roma”
- Piazzolla, Teatr Ateneum w Warszawie
- Opera za trzy grosze, Teatr Syrena
- TANGO laboratorium – pieśni Astora Piazzolli i tango lat 30. śpiewa Marta Górnicka, Laboratorium Dramatu